# Lepthyphantes vividus
Espèce
Lepthyphantes vividus est une espèce d'araignées aranéomorphes de la famille des Linyphiidae.

## Distribution
Cette espèce est endémique du Liban.

## Publication originale
- Denis J. (1955) - « Araignées. Mission Henri Coiffait au Liban (1951) », Archives de Zoologie Expérimentale Générale, vol. 91, no 4, (Biospéologica no 75), p. 437-454